# RA-SEN
RA-SEN（らせん）は、2008年9月に結成されたクリエイター集団である。主にコミック作成の企画立案・進行を行う。

## 概要
「個人では形にしにくいモノも、複数の人間の手助けがあれば、高い完成度で作れるのではないか?」と言う考えの元、真壁太陽、茶谷明茂、原田庵十の3名によって結成された。各クリエイターの交流を中心にしたコラボレーションをプロデュースしている。コミックの製作を主な活動としているが、他にもフィギュアの作成やイベントの開催なども行っている。

## 特徴
製作するコミックのほとんどは、三国志や戦国武将をモチーフにしたいわゆる「歴史モノ」である。またコミックの発表は『月刊少年ガンガン』や『ガンガンONLINE』などスクウェア・エニックス系の雑誌で発表されることが多い。特に2009年にスクウェア・エニックスから刊行された歴史モノ専門の漫画雑誌『ガンガン戦-IXA-』の創刊号では、RA-SENは5つの作品を掲載している。

## メンバー
- 真壁太陽：RA-SEN Visualnovel-Creators代表
- 茶谷明茂：RA-SEN Visualnovel-Creatorsクリエイティブディレクター
- 原田庵十：RA-SEN Visualnovel-Creatorsクリエイティブディレクター

ゲストアドバイザー
- 中村彰憲 立命館大学政策科学部教授

## 参加クリエイター
- 蒼木アキ - コミッククリエイター
- 綾村切人 - コミッククリエイター
- あらくま - フィギュアペインター
- 壱河柳乃助 - コミッククリエイター
- 加藤さやか - イラストレーター
- 加藤拓弐 - コミッククリエイター
- 川崎和史 - フィギュア原型師
- キム・ビョンジン - コミッククリエイター
- しめ子 - コミッククリエイター、イラストレーター
- Spike - イラストレーター
- ななみん - キャラクターデザイナー、イラストレーター
- 塒祇󠄀岩之助 - コミッククリエイター
- funbolt - イラストレーター
- MICO - コミッククリエイター
- MOSAIC.WAV - 音楽ユニット
- 真壁太陽 - コミッククリエイター、イラストレーター
- 茶谷明茂 - コミッククリエイター
- 原田庵十 - ライター、コミッククリエイター

## プロデュース作品一覧

### メディアミックス

#### からす天狗うじゅ
- 企画・原案・構成：RA-SEN
- キャラクターデザイン：ななみん
- コミカライズ
  - からす天狗うじゅ（ガンガンONLINE連載）漫画：塒祇岩之助
  - りあるわーるど天狗帖（月刊少年ガンガン連載）漫画：塒祇岩之助
  - 和みっくす（ガンガンONLINE、連載）漫画：しめ子
- フィギュア作成
  - 造型師：川崎和史
  - ペインター：あらくま

#### 戦国驍刃Dullahan-デュラハン 下弦の継承者
- 企画・原案・構成・コンセプトデザイン：RA-SEN
- メカニックデザイン：funbolt
- キャラクターデザイン：加藤さやか/Spike
- コミカライズ
  - 戦国驍刃デュラハン〜下弦の継承者〜（ガンガン戦-IXA-、連載）作画：加藤拓弐

#### デビルサマナー葛葉ライドウ 対 コドクノマレビト
- 原作：金子一馬（株式会社アトラス）
- 監修：山井一千（株式会社アトラス）
- 脚本：真壁太陽・原田庵十 (RA-SEN)
- 作画：綾村切人

### コミック

#### 〜ヴァルハラ〜本多忠勝伝
- 原案・構成：真壁太陽・原田庵十 (RA-SEN)
- 作画：キム・ビョンジン
- 『ガンガン戦-IXA-』掲載

#### ブレイド三国志
- 原案・構成：真壁太陽 (RA-SEN)
- 作画：壱河柳乃助

#### 睡れる王-片倉小十郎異聞-
- 原作：原田庵十 (RA-SEN)
- 作画：蒼木アキ
- 『ガンガン戦-IXA-』掲載

#### 伊達MONO
- 真壁太陽 (RA-SEN)
- 『ガンガン戦-IXA-』『ガンガンONLINE』掲載

### イベント
- からす天狗うじゅ-太秦戦国祭り-
  - 企画・原案・運営担当：RA-SEN
  - キャラクターデザイナー：ななみん
  - コミック担当：MICO
  - 楽曲共同制作：MOSAIC.WAV
- MOSAIC.WAV上洛ライブ3D@太秦戦国祭り（2008年）
  - 2008年10月18日（土）に東映太秦映画村内 芝居小屋「中村座」で開催されたライブイベント
  - 主演：MOSAIC.WAV
- MOSAIC.WAV上洛ライブ2009@太秦戦国祭り
  - 2008年10月3日（土）に東映太秦映画村内 芝居小屋「中村座」で開催されたライブイベント
  - 主演：MOSAIC.WAV
  - ゲスト：ななみん、小日向えり